# Харон (спутник)
Харо́н (от греч. Χάρων; также (134340) Плутон I) — открытый в 1978 году спутник Плутона (в другой интерпретации — меньший компонент двойной планетной системы Плутон—Харон). С открытием в 2005 году двух других спутников — Гидры и Никты — Харон стали также именовать как Плутон I. Назван в честь персонажа древнегреческой мифологии Харона — перевозчика душ мёртвых через реку Стикс. В июле 2015 года американский зонд «Новые горизонты» впервые в истории достиг Плутона и Харона и исследовал их с пролётной траектории.

## Изучение

### Открытие
Харон был открыт американским астрофизиком Джеймсом Кристи 22 июня 1978 года на снимке, полученном в Военно-морской обсерватории США, Флагстафф, Аризона. Плутон на полученном снимке имел слегка продолговатую форму, в то время как звёзды, которые были на той же фотографии, запечатлелись без искажений. Однако ещё за год до этого существование Харона теоретически предсказал советский астрофизик Ролан Ильич Киладзе.
Сообщение об открытии Джеймсом Кристи первого спутника Плутона было опубликовано Международным астрономическим союзом 7 июля 1978 года.
После проверки архивов обсерватории выяснилось, что некоторые изображения Плутона, снятые в условиях прекрасной видимости, также слегка вытянуты, в то время как изображения звёзд — нет. Это можно было объяснить наличием у Плутона спутника, находящегося настолько близко к нему, что разрешения телескопа не хватало, чтобы увидеть их раздельно.
После открытия Харона была опровергнута теория, что Плутон был некогда спутником Нептуна.

### Название
Временным обозначением открытого спутника стало 1978 P 1. Военно-морская обсерватория США предлагала название «Персефона» — имя супруги Аида/Плутона. Сам первооткрыватель ещё 24 июня 1978 года выбрал для спутника название «Charon» в честь свой жены Шарлин (англ. Charlene), которую называли «Шар» и частички «-он», по аналогии со словами «электрон», «нейтрон» и «протон». А в английском языке это название совпадает с именем Харона — перевозчика душ умерших через Стикс. 3 января 1986 года МАС утвердил название Харон. По-английски спутник называют также «Шарон».

### Последующие исследования

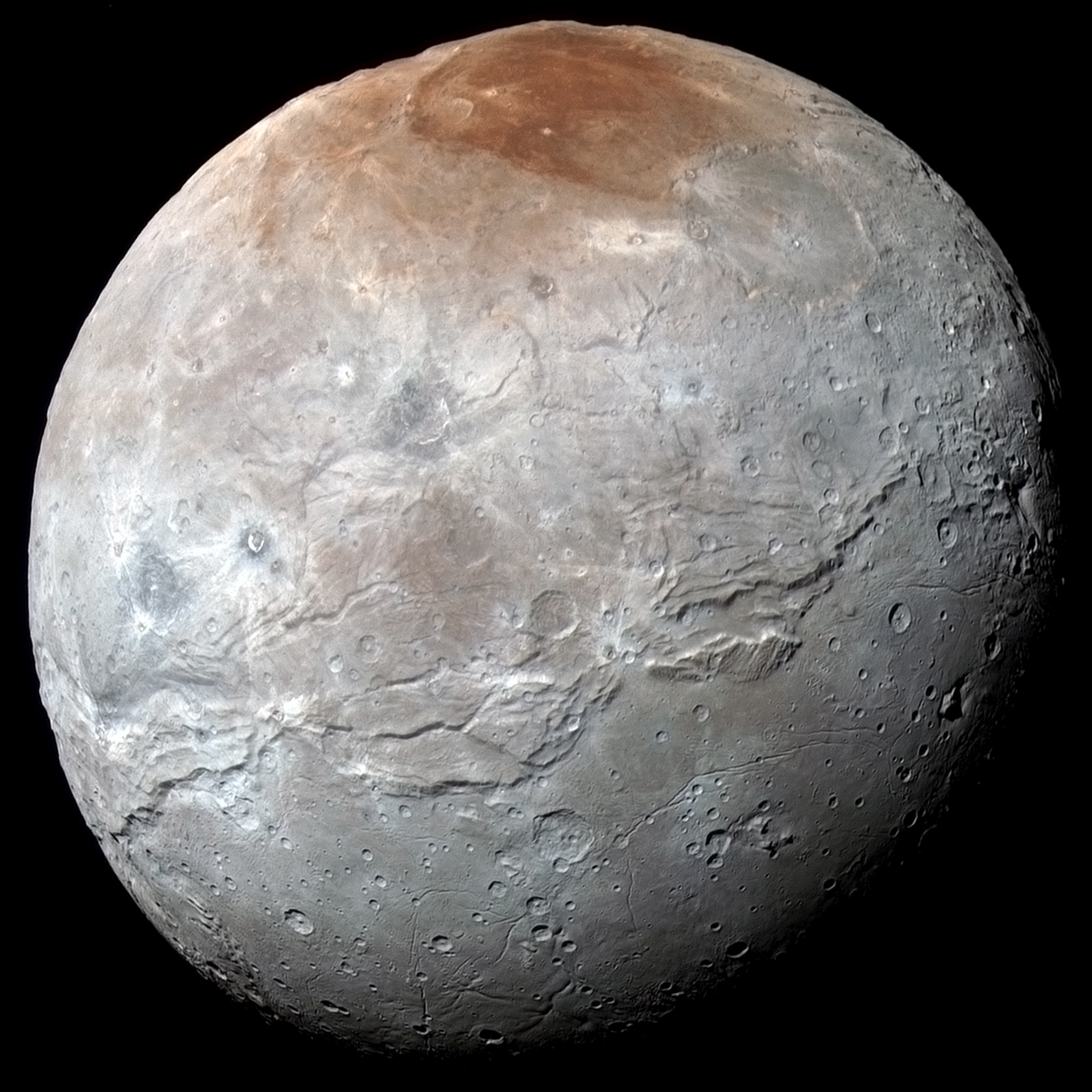
Снимок автоматической межпланетной станции «Новые горизонты» от 14 июля 2015 года, незадолго до максимального сближения с Хароном (частично искусственные цвета)

Кристи продолжил исследования и обнаружил, что эти наблюдения могут быть объяснены, если орбитальный период спутника составляет 6,387 дня, а максимальное угловое удаление от планеты — примерно 1 секунду дуги.
Эти выводы подтвердились в период с февраля 1985 года по октябрь 1990 года, когда с Земли наблюдались чрезвычайно редкие явления: попеременные взаимные затмения Плутона и Харона. Попадание Земли в плоскость орбиты Харона, позволяющее наблюдать эти затмения, происходит лишь дважды на протяжении 248-летнего орбитального периода Плутона, и, к счастью, это событие произошло вскоре после открытия спутника. Поскольку период обращения Харона — чуть меньше недели, затмения повторялись каждые трое суток, и за пять лет произошла большая серия этих событий. Эти затмения позволили составить «карты яркости» и получить хорошие оценки радиуса Плутона (1150—1200 км) и Харона.
Первые изображения Плутона и Харона в виде отдельных дисков были сняты космическим телескопом «Хаббл» в 1990-х годах. Позже, с развитием адаптивной оптики, появилась возможность видеть отдельные диски Плутона и Харона с использованием и наземных телескопов.
Система Плутона, включая Харон, была подробно исследована с близкого расстояния американским космическим аппаратом «Новые горизонты» (англ. New Horizons) в 2015 году. Для Харона, как и для Плутона, была заснята как видимая при максимальном сближении сторона, так и обратная (её снимки были сделаны перед сближением и поэтому имеют более низкое разрешение). Прекрасная чувствительность и угловое разрешение LORRI показало Харон точно в предсказанном положении относительно Плутона, спустя 35 лет после его открытия Джеймсом Кристи. Камера сделала снимки Плутона и Харона при гораздо большем фазовом угле (угле между Солнцем, Плутоном и космическим аппаратом), чем можно достигнуть с Земли или околоземной орбиты.

## Статус

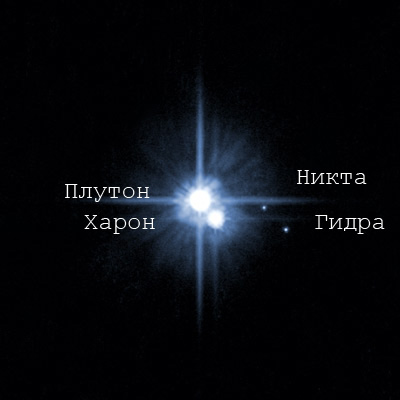
Плутон и три из его известных спутников. Плутон и Харон — два ярких объекта в центре; два слабых пятнышка правее — это Никта и Гидра

Последовательность снимков, демонстрирующая обращение двойной планетной системы Плутон — Харон. Получена космическим аппаратом «Новые горизонты» в июле 2014 года с расстояния около 423 млн км

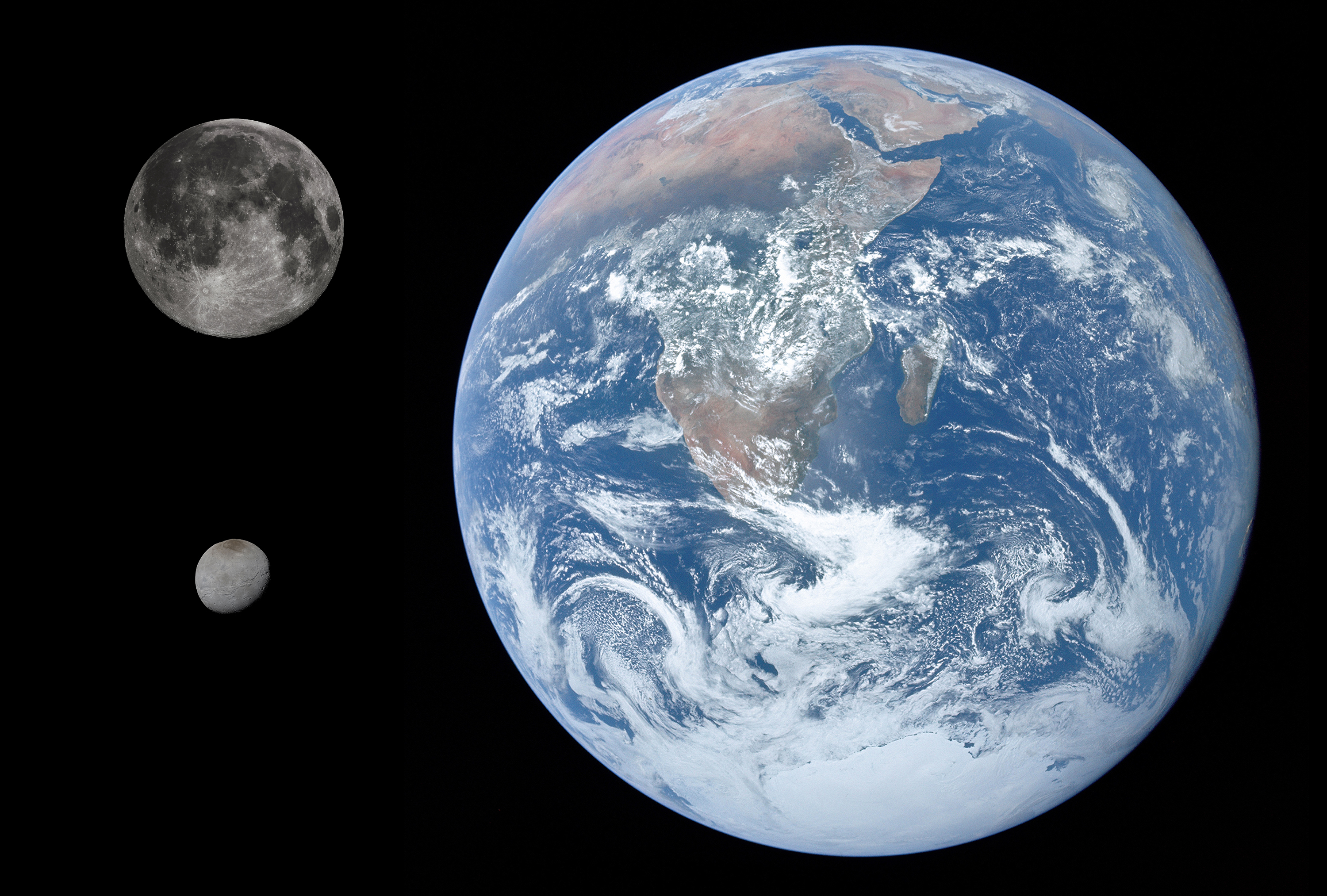
Сравнение размеров Земли, Луны и Харона (слева снизу)

Исторически Харон считается спутником Плутона. Однако затем распространилось мнение, что, поскольку центр масс системы «Плутон — Харон» находится вне Плутона и вращение системы взаимно синхронизировано, Плутон и Харон должны рассматриваться в качестве двойной планетной системы.
Согласно проекту Резолюции 5 XXVI Генеральной ассамблеи МАС (2006), Харону, наряду с Церерой и Эридой (ранее известной как объект 2003 UB313), предполагалось присвоить статус планеты. В примечаниях к проекту резолюции указывалось, что в таком случае система «Плутон — Харон» будет считаться двойной планетой.
Однако в окончательном варианте резолюции содержалось иное решение: было введено понятие «карликовая планета». К этому новому классу объектов были отнесены Плутон, Церера и Эрида. Харон не был включён в число карликовых планет.
Международный астрономический союз (МАС) заявил о намерении дать формальное определение для двойных карликовых планет, а до этого момента Харон классифицируется как спутник Плутона.

## Орбита и размеры

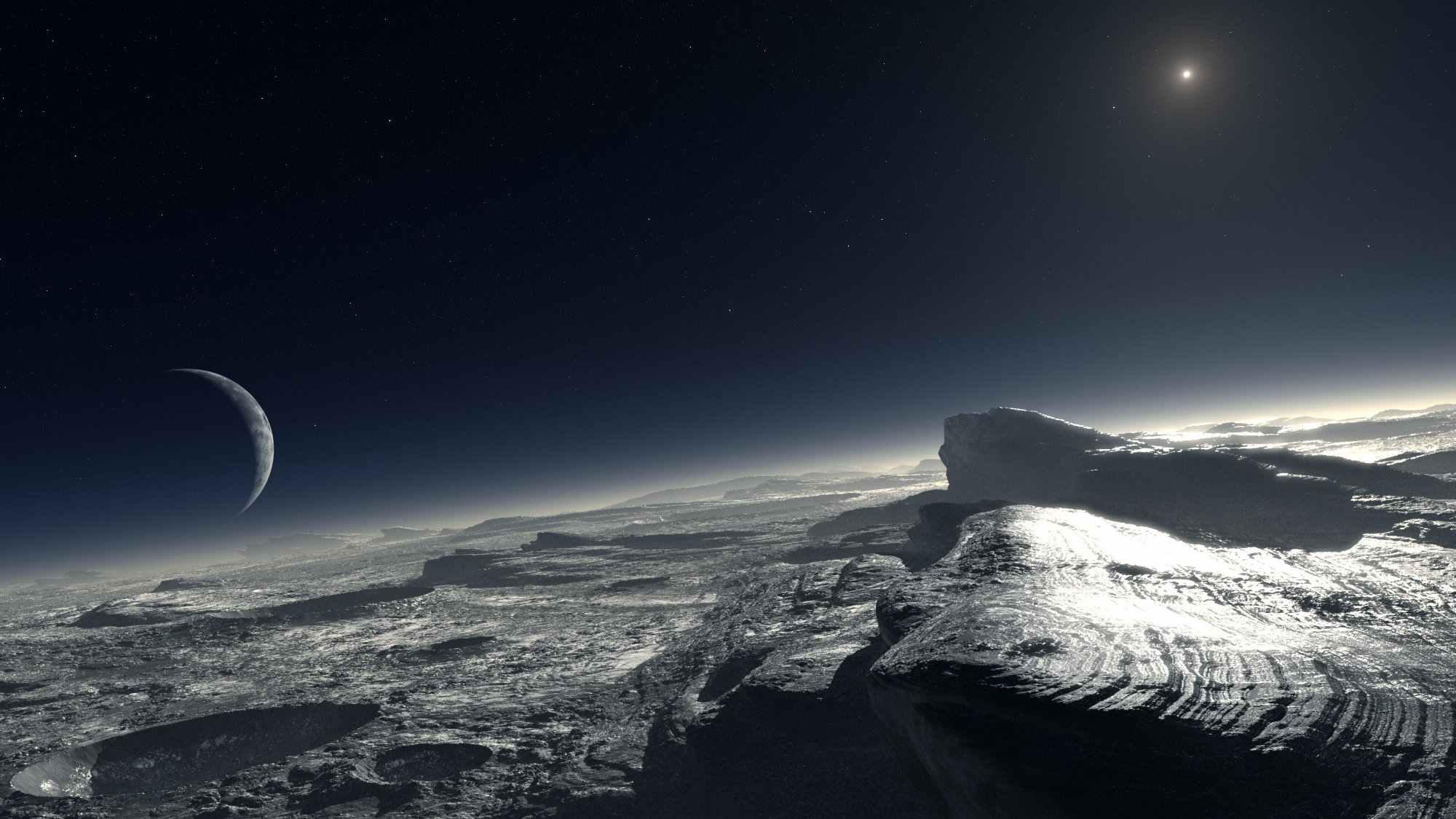
Харон в небе Плутона в представлении художника

Система Плутон—Харон в реальных пропорциях. Плутон и Харон обращаются вокруг общего центра тяжести

К середине 1980-х годов наземными методами, в первую очередь с применением спекл-интерферометрии, удалось довольно точно оценить радиус орбиты Харона; последующие наблюдения орбитального телескопа «Хаббл» не сильно изменили ту оценку, установив, что он — в пределах 19 628—19 644 км. Орбита наклонена на 55° к эклиптике. Один оборот Харона вокруг Плутона занимает 6,387 суток, и вследствие приливного взаимозахвата такому же промежутку времени равны периоды вращения Харона и Плутона. Поэтому Плутон и Харон постоянно обращены друг к другу одной и той же стороной; Харон на небе Плутона неподвижен, как и Плутон на небе Харона.
Плутон и Харон часто рассматриваются как двойная планета, поскольку барицентр их системы находится вне обоих объектов.
Открытие Харона позволило астрономам точно вычислить массу Плутона. Особенности орбит внешних спутников показывают, что масса Харона составляет приблизительно 11,65 % массы Плутона.
Наблюдения покрытия звезды Хароном 7 апреля 1980 года позволили получить нижнюю оценку диаметра Харона — 1200 км. В 2005 году произошло ещё одно покрытие (звезды 2UCAC 2625 7135); наблюдения, проведённые несколькими группами исследователей, позволили оценить диаметр Харона в 1207,2 ± 5 км, а его плотность — в 1,71 ± 0,08 г/см³.
В период с февраля 1985 года по октябрь 1990 года наблюдались чрезвычайно редкие явления: попеременные затмения Плутона Хароном и Харона Плутоном. Они происходят, когда восходящая либо нисходящая ветвь орбиты Харона оказывается между Плутоном и Солнцем, а такое случается примерно каждые 124 года. Поскольку период обращения Харона — чуть меньше недели, затмения повторялись примерно каждые трое земных суток, и за пять лет произошла большая серия этих событий. Эти затмения позволили составить «карты яркости» и получить хорошие оценки радиуса Плутона (1150—1200 км).
В результате обработки данных, переданных АМС «Новые горизонты», к 16 октября 2015 года для диаметра Харона получена оценка 1212 ± 6 км, а для его плотности — 1,702 ± 0,021 г/см³.

## Поверхность и состав
Харон заметно темнее Плутона. Похоже, что эти объекты существенно отличаются по составу. В то время как на поверхности Плутона много азотного льда, Харон покрыт водяным льдом, и его поверхность имеет более нейтральный (менее красноватый) цвет. В настоящее время полагают, что система «Плутон — Харон» образовалась в результате столкновения независимо сформировавшихся Плутона и прото-Харона; современный Харон образовался из осколков, выброшенных на орбиту вокруг Плутона; при этом также могли образоваться некоторые объекты пояса Койпера.
Согласно некоторым моделям, Харон может быть геологически активен вплоть до наличия жидкости под поверхностью. Это обосновывается тем, что спектральный анализ показывает наличие гидратов аммиака, в то время как под действием солнечных и космических лучей гидраты аммиака на поверхности Харона должны разлагаться за астрономически короткий срок. С 2007 года на основании наблюдений обсерватории Джемини выдвигались гипотезы о криовулканизме на Хароне. В июне 2014 года группа учёных под руководством Алисы Роден, изучив форму орбиты Харона, предположила, что в прошлом на Хароне имелся подземный океан.
14 июля автоматическая межпланетная станция НАСА «Новые горизонты» пролетела через систему Плутон — Харон. В рамках миссии были получены фотографии Харона с различного расстояния (наименьшее расстояние при пролёте составило около 28 800 км).
В конце июля 2015 года сотрудники миссии опубликовали карту Харона и Плутона. Объекты поверхности Харона получили неофициальные названия в честь имён собственных и авторов научной фантастики и фэнтези: горы Кларка и Кубрика, кратеры Кирка, Спока, Ухуры и Сулу (персонажи «Звёздного пути»), Дарта Вейдера, Люка Скайуокера и принцессы Леи (персонажи «Звёздных войн»), Рипли и каньон Ностромо (персонаж и корабль из «Чужих»), каньон Тардис и область Галлифрей (соответственно аппарат и планета из «Доктора Кто»), области Вулкан (планета из «Звёздного пути») и Мордор (страна из «Властелина колец»).
Например, Мордор — это тёмное пятно близ северного полюса Харона, образовавшееся из-за сверхнизких температур, периодически возникающих на поверхности спутника. Во время полярной зимы, которая может длиться сотню лет, температура поверхности опускается до −258 °C, и захваченные гравитацией Харона из атмосферы Плутона молекулы метана и азота замерзают. Когда наступает «лето» и температура северного полюса вновь возрастает, достигая −213 °C, метан и азот испаряются, и в области Мордора остаются лишь тяжёлые соединения, которые под влиянием ультрафиолетового излучения превращаются в толины.
Детали поверхности Харона должны получать названия согласно четырём темам, утверждённым Международным астрономическим союзом в феврале 2017 года:
- цели и промежуточные этапы вымышленных космических и других путешествий;
- вымышленные и мифологические корабли в космических и других путешествиях;
- вымышленные и мифологические мореплаватели, путешественники и первопроходцы;
- писатели и художники, ассоциированные с исследованием космоса, в частности Плутона и пояса Койпера.

11 апреля 2018 года Международный астрономический союз официально утвердил первые названия для деталей рельефа Харона: каньонов (Argo Chasma, Caleuche Chasma, Mandjet Chasma), гор (Butler Mons, Kubrick Mons, Clarke Montes) и кратеров (Dorothy, Nasreddin, Nemo, Pirx, Revati и Sadko).

## В массовой культуре
- Во вселенной игры Mass Effect Харон являлся вмёрзшим в глыбу льда ретранслятором (устройством сверхсветового перемещения).
- 11 апреля 2018 года в честь Стэнли Кубрика Международный астрономический союз назвал гору на Хароне (Kubrick Mons)[24].